# Аније (митологија)
Аније (грч. Ἄνιος) је у грчкој митологији био владар острва Делоса током Тројанског рата.

## Митологија
Аније је био син Аполона и Креусе или Стафилове кћерке Роје, коју је, када је затруднела, отац затворио у ковчег и бацио је у море. Ковчег су таласи нанели на острво Делос или Еубеју, где је Роја родила Анија и дала му такво име због мука које је имала. На острву га је одгајио отац, који га је научио прорицању и дао му владавину над острвом. Заправо, Аније је био Аполонов свештеник. Касније је Аније од разбојника откупио Трачанку Дорипу (или Дриопу) и њоме се оженио. Са њом је имао три кћерке, тзв. „виноградарке“, Енотропе или Енотрофе; Елаиду, Сперму и Ену (или Ојну) и сина Андрона (или Андара). С обзиром да је његове кћерке Дионис обдарио натприродним моћима, Аније није оскудевао у намирницама, па је тако снабдео грчку флоту храном када су кренули у поход на Троју. При томе је прорекао да ће Троја пасти након десет година и предложио им да то време не проведу у рату, већ код њега, али су они то одбили. Уместо тога су желели да поведу његове кћерке са собом, али им се то изјаловило. Након разарања Троје, срдачно је примио Енеју, Анхиса и њихове пратиоце. Аније је описан као усамљен човек, јер су сва његова деца настрадала или отишла од њега. Имао је и сина Траса и кћерку Лавинију. Анија су спомињали Аполодор, Диодор, Хигин, Овидије у „Метаморфозама“ и Вергилије у „Енејиди“.

## Друге личности
У грчкој митологији се појављују још две личности са овим именом. Један је био син Енеје и Лавиније, кћерке претходног Анија, а други краљ Етрурије, по коме је река Анио добила назив. Оњима су писали Сервије и Плутарх.